# Deutsche Leichtathletik-Meisterschaften 1923
Die 25. Deutschen Leichtathletik-Meisterschaften fanden vom 17. bis 19. August 1923 in Frankfurt/Main statt.

## Wettbewerbsprogramm
Der erst 1921 eingeführte Wettbewerb im 5000-Meter-Bahngehen wurde wieder aus dem Programm gestrichen. Weitere Veränderungen im Wettkampfangebot gab es gegenüber dem Vorjahr nicht.

## Ausgelagerte Disziplinen
Zwei Wettbewerbe wurden ausgelagert:
- Waldlauf (Männer) mit Einzel- und Mannschaftswertung – Breslau, 8. April
- 50-km-Gehen (Männer) – Leipzig, 7. Oktober[1]

## Deutscher Marathonlauf
Am 28. Juli fand in Berlin außerdem auch wieder ein Marathonlauf über die klassischen 42,195 km statt. Allerdings gehörte diese Disziplin bis einschl. 1924 offiziell nicht zu den Meisterschaftswettbewerben, sondern wurde als „Deutscher Marathonlauf“ unabhängig davon durchgeführt.

## Rekorde
Es wurden zwei neue deutsche Rekorde (DR) aufgestellt:
- 5000 m: 15:14,2 min – Emil Bedarff (Eintracht Frankfurt)
- Kugelstoßen: 14,06 m – Fritz Wenninger (FK Pirmasens)

## Ergebnisübersichten
Die folgenden beiden Übersichten fassen die Medaillengewinner und -gewinnerinnen aller Wettbewerbe von 1923 zusammen.

### Medaillengewinner Männer
| Disziplin                                       | Gold                                                                  | Leistung       | Silber                                                            | Leistung    | Bronze                                                                   | Leistung    |
| ----------------------------------------------- | --------------------------------------------------------------------- | -------------- | ----------------------------------------------------------------- | ----------- | ------------------------------------------------------------------------ | ----------- |
| 100 m                                           | Hubert Houben (Preussen Krefeld)                                      | 11,1 s00000    | Heinrich Mattonet (SG Düren 99)                                   |             | Alex Weider (Eintracht Frankfurt)                                        |             |
| 200 m                                           | Hubert Houben (Preussen Krefeld)                                      | 22,8 s00000    | Arthur Reinhardt (SV St. Georg 1895 Hamburg)                      |             | Willi Thumm (DSC Berlin)                                                 |             |
| 400 m                                           | Erich Renell (DSC Berlin)                                             | 51,6 s00000    | Mangolf von Eberstein (VfL Hamburg)                               |             | Heinrich Mattonet (SG Düren 99)                                          |             |
| 800 m                                           | Otto Peltzer (SC Preußen Stettin)                                     | 2:01,1 min000  | Herbert Klotz (Kölner BC 01)                                      |             | Herbert Langkutsch (TSV Zehlendorf 88 Berlin)                            |             |
| 1500 m                                          | Otto Peltzer (SC Preußen Stettin)                                     | 4:07,9 min000  | Ludwig Kleekam (TSV 1860 München)                                 |             | Heinz Otto (Germania Magdeburg)                                          |             |
| 5000 m                                          | Emil Bedarff (Eintracht Frankfurt)                                    | 15:14,2 min DR | Siegfried Dieckmann (DSV Hannover 1878)                           | 15:20,0 min | Hermann Walpert (Hessen-Preußen Kassel)                                  | 15:36,8 min |
| 10.000 m                                        | Emil Bedarff (Eintracht Frankfurt)                                    | 34:49,8 min000 | Hermann Walpert (Hessen-Preußen Kassel)                           |             | Willy Scholz (VfB Breslau)                                               |             |
| Marathon                                        | Paul Hempel (SCC Berlin)                                              | 2:52:22,3 h    | Walter Ohle (Neuköllner Sportfreunde)                             |             | Max Wils (Berliner AK 07)                                                |             |
| 110 m Hürden                                    | Heinrich Troßbach (Eintracht Frankfurt)                               | 15,7 s00000    | Reinhold Kasten (BTSV 1850 Berlin)                                |             | Walter Stein (DHC Hannover)                                              |             |
| 400 m Hürden                                    | Heinrich Troßbach (Eintracht Frankfurt)                               | 57,4 s00000    | Arthur Hebel (MTG Mannheim)                                       |             | Georg Amberger (Karlsruher FV)                                           |             |
| 4 × 100 m Staffel                               | Eintracht FrankfurtAlex Weider Gottfried Söhngen Hans Mäulen Max Ehms | 43,1 s00000    | DSC BerlinHarry Bormann Willi Thumm Haltenhoff Willy Wondratschek |             | Preussen KrefeldWilhelm Lethen Hans Stegmann Heinrich Most Hubert Houben |             |
| 3 × 1000 m Staffel                              | TSV 1860 MünchenRupert Schrötter Ludwig Kleekam Walter König          | 7:56,4 min000  | Hamburger SVFürst Schwarz Martin Osterhoff                        | 7:56,5 min  | DHC HannoverBartling Schrader Walter Stein                               | 7:58,0 min  |
| 50 km Gehen                                     | Max Köhler (SC Komet Berlin)                                          | 5:11:14,8 h    | Kurt Haupt (Berlin)                                               | 5:20;27,4 h | Fred Groiß (Geher-SV Landshut)                                           | 5:21:20,0 h |
| Hochsprung                                      | Fritz Huhn (VfB Jena)                                                 | 1,74 m000      | Arthur Holz (VfL Charlottenburg)                                  | 1,73 m      | Ernst Fritzmann (SCC Berlin)                                             |             |
| Stabhochsprung                                  | Alfred Lehniger (SCC Berlin)                                          | 3,70 m000      | Henry Schumacher (VfL 93 Hamburg)                                 | 3,70 m      | Ludwig Gaim (TSV 1860 München)                                           | 3,70 m      |
| Weitsprung                                      | Henry Schumacher (VfL 93 Hamburg)                                     | 7,07 m000      | Walter Lambrecht (TK Hannover)                                    | 6,97 m      | Arthur Holz (VfL Charlottenburg)                                         | 6,89 m      |
| Kugelstoßen                                     | Fritz Wenninger (FK Pirmasens)                                        | 14,06 m DR     | Ludwig Haymann (TSV 1860 München)                                 | 13,45 m     | Willi Schröder (VfL Waltrop)                                             | 12,92 m     |
| Diskuswurf                                      | Gustav Steinbrenner (Frankfurter TV 1860)                             | 41,45 m000     | Hermann Hänchen (Polizei SV Berlin)                               | 38,82 m     | Alfred Lingnau (TK Hannover)                                             | 37,66 m     |
| Speerwurf                                       | Walter Lüdeke (DSC Berlin)                                            | 58,93 m000     | Heinrich Buchgeister (Freiburger FC)                              | 57,98 m     | Kurt Zimmermann (TSV Zehlendorf 88 Berlin)                               | 53,29 m     |
| Zehnkampf, offiz. Wert. 2. Zeile.: 1985er Wert. | Arthur Holz (VfL Charlottenburg)                                      | 587 P (5671 P) | Alfred Lingnau (TK Hannover)                                      | 487 P (? P) | Albert Gierke (Hamburger SV)                                             | 478 P (? P) |
| Waldlauf – ca. 10.000 m                         | Wilhelm Husen (SV St. Georg Hamburg)                                  | 33:15,0 min000 | Paul Kibbert (Polizei SV Berlin)                                  |             | Erich Mierdel (SCC Berlin)                                               |             |
| Waldlauf, Mannschaftswertung                    | Polizei SV BerlinPaul Kibbert Wilhelm Tumoszeit Heinrich Brauch       | 17 P           | SC Marathon LeipzigSeltner Kroupka Fritz Ziesche                  | 35 P        | TSV 1860 MünchenMax Hoy Carl Jenuwein Georg Jenuwein                     | 39 P        |

### Medaillengewinnerinnen Frauen
| Disziplin         | Gold                                                                     | Leistung | Silber                                                              | Leistung | Bronze                                                             | Leistung |
| ----------------- | ------------------------------------------------------------------------ | -------- | ------------------------------------------------------------------- | -------- | ------------------------------------------------------------------ | -------- |
| 100 m             | Emmi Haux (SC Frankfurt 1880)                                            | 13,2 s00 | Weber (Bruchsal)                                                    |          | Maria Hische (Eintracht Hannover)                                  |          |
| 4 × 100 m Staffel | SC Brandenburg BerlinErna Pahl Herta Aschenbacher Rademacher Ilse Sander | 53,5 s00 | Kieler TVIngrid Albertsen Margarete Sommer Schlie Dorothea Lagersen | 55,5 s00 | Berliner SCLilli Henoch Charlotte Köhler Lina Passavant Cläre Voss |          |
| Hochsprung        | Anni Müller (MTV Torgau)                                                 | 1,41 m   | Leni Junker (Hessen-Preußen Kassel)                                 |          | Änne Kuhlmann (Preußen Münster)                                    |          |
| Weitsprung        | Anna Pieper (Preußen Münster)                                            | 5,12 m   | Emmi Haux (SC Frankfurt 1880)                                       | 4,98 m   | Lilli Henoch (Berliner SC)                                         | 4,97 m   |
| Kugelstoßen       | Lilli Henoch (Berliner SC)                                               | 8,69 m   | Alma Höppner (TV Krefeld 1855)                                      | 8,59 m   | Emmi Haux (SC Frankfurt 1880)                                      | 8,15 m   |
| Diskuswurf        | Lilli Henoch (Berliner SC)                                               | 24,91 m  | Charlotte Mäder (Sportclub Bernau)                                  | 22,18 m  | Alma Höppner (TV Krefeld 1855)                                     | 21,61 m  |
| Speerwurf         | Erna Pröschold (TV Jahn Minden)                                          | 33,73 m  | Nelly Bald (Münster)                                                | 30,65 m  | Edith Laidig (TuRU Düsseldorf)                                     | 29,70 m  |